# غنا (کتاب)
کتاب غِنا کتابی است که شامل دروس خارج فقه رهبر جمهوری اسلامی ایران، سید علی خامنه‌ای حول موضوع غناء و موسیقی می‌باشد. این کتاب که تحت عنوان «کتاب غنا و موسیقی» و «درسنامه غنا و موسیقی» نیز شناخته می‌شود، شامل (متنِ) هفتاد و شش جلسه از جلسات فقهِ مکاسب محرمه خامنه‌ای پیرامون موضوع غنا، موسیقی و رقص می‌باشد، که مورد ساختارسازی و تحقیق قرار گرفته است.

## محتوا
در این کتاب، سیدعلی خامنه‌ای روایات مربوط به بحث غناء و موسیقی را به ۵ دسته تقسیم نموده است و در پایین این تقسیمات، به تحلیل و بررسیِ سندی و دلالیِ حدود یکصد روایت پرداخته است. پیرو محتوای کتاب غِنا (غِناء)، محمدتقی سهرابی‌فر عضو هیأت‌علمی گروه کلام پژوهشگاه فرهنگ و اندیشه اسلامی بیان می‌نماید که: «با وجود اینکه نام کتاب «غِنا» می‌باشد که محدود به صوت و آواز انسان است، اما عملاً موسیقی (آهنگ‌های تولیدشده با آلات موسیقی) را نیز مورد بررسی قرار داده است. همچنین در این کتاب به دلیلِ اصلی حُرمت غنا و موارد دیگری پرداخته است. در کتاب غنا، احادیث در ۵ بخش به صورت منسجم دسته‌بندی گردیده است:
- روایت‌های اشاره شده در زیر آیه های قرآنی (واجتنبوا قول الزور - لایشهدون الزور - لهو الحدیث - اذا مرّوا بالغو مروا کراما)؛
- روایت‌های اشاره شده در زیر غیرآیات؛
- روایت‌های مربوط به استماع غنا؛
- روایت‌های مربوط به کسب مغنّیه؛
- روایت‌هایی مربوط به غنا در قرآن.

از سویی دیگر، جمع‌بندیِ مؤلف «کتاب غنا» از احادیث این‌است که «غنا» فی‌الجمله حرام می‌باشد لکن اینکه تمامی انواع غنا حرام باشد از این حدیث‌ها فهمیده نمی‌گردد. کتاب غنا دارای خصیصه‌های خاص خود می‌باشد، همانند اینکه: در ابتدای مقرون به ساکن، از طولانی‌ترین درس‌های حوزهها در مباحث ویژه همانند غناء استفاده نموده است و در آن هفتاد و پنج جلسه درسی را به خود اختصاص داده است، و این در حالیست که به صورت عادی، این موضوع در حوزه‌ها با برپایی چند جلسه در یک الی دو هفته به نتیجه لازم دست می یابد.

## انتشار
مؤسسه پژوهشی-فرهنگیِ انقلاب اسلامی (دفتر حفظ و نشر آثار سیدعلی خامنه‌ای) در قدم اول خود در انتشار سلسله دروس فقهیِ وی، به منظور شناخت نگاه و شیوه فقهی‌اش، درس نامه غناء را که در قالب ۷۶ جلسه درسی در سال‌های ۸۸-۱۳۸۷ مطرح شده، منتشر کرده است. پیش از این، مقاله عربی‌ِ سیدعلی خامنه‌ای نیز در همین مبحث، توسط این مؤسسه (انقلاب اسلامی) در مجله «فقه اهل بیت (ع)» منتشر شده است.